# Телпаш
Телпаш (рум. Tălpaș) — село у повіті Долж в Румунії. Входить до складу комуни Телпаш.
Село розташоване на відстані 188 км на захід від Бухареста, 40 км на північ від Крайови.

## Населення
За даними перепису населення 2002 року у селі проживала 441 особа. Рідною мовою 439 осіб (99,5%) назвали румунську.
Національний склад населення села:
| Національність | Кількість осіб | Відсоток |
| -------------- | -------------- | -------- |
| румуни         | 431            | 97,7%    |
| цигани         | 10             | 2,3%     |